# Jänissaaret (ö i Södra Savolax, Nyslott, lat 61,73, long 29,30)
Jänissaaret är en ö i Finland. Den ligger i sjön Pihlajavesi och i kommunen Nyslott i  landskapet Södra Savolax, i den sydöstra delen av landet, 290 km nordost om huvudstaden Helsingfors. Öns area är 36,2 hektar och dess största längd är 1,3 kilometer i nord-sydlig riktning.  Notera att namnet antyder att det är fråga om flera öar.